# Primera División de waterpolo 2020-21
La temporada 2020-21 de la Primera División de waterpolo es disputada por dieciséis equipos de España. La competición está organizada por la Real Federación Española de Natación.

## Equipos
| Equipo                               | Ciudad                |
| Grupo A                              | Grupo A               |
| ------------------------------------ | --------------------- |
| Centro Natación Helios               | Zaragoza              |
| Club Natación Premiá                 | Premiá de Mar         |
| AR Concepción Ciudad Lineal          | Madrid                |
| Club Natación Rubí                   | Rubí                  |
| Colegio Brains                       | Alcobendas            |
| Unió Esportiva Horta                 | Barcelona             |
| Club Natación Granollers             | Granollers            |
| Club Waterpolo Sevilla               | Sevilla               |
| Grupo B                              |                       |
| Club Natación Caballa                | Ceuta                 |
| Club Deportivo Waterpolo Málaga      | Málaga                |
| Club Natació Poble Nou               | Barcelona             |
| Club Natació Molins de Rei Sintagmia | Molins de Rey         |
| Club Natació Montjuïc                | Barcelona             |
| Club Waterpolo Castelló              | Castellón de la Plana |
| Claret Askartza                      | Lejona                |
| Club Natación La Latina              | Madrid                |

## Clasificación

### Grupo A
| 1 | Club Natación Rubí          | 18 | 6 | 6 | 0 | 0 | 82 | 53 | 29  | 82 | 53 | 29  |
| 2 | Unió Esportiva Horta        | 12 | 6 | 4 | 0 | 2 | 71 | 53 | 18  | 71 | 53 | 18  |
| 3 | Club Natación Granollers    | 10 | 6 | 3 | 1 | 2 | 70 | 73 | -3  | 70 | 73 | -3  |
| 4 | Colegio Brains              | 8  | 7 | 2 | 2 | 3 | 55 | 69 | -14 | 55 | 69 | -14 |
| 5 | Centro Natación Helios      | 6  | 6 | 2 | 0 | 4 | 43 | 57 | -14 | 43 | 57 | -14 |
| 6 | AR Concepción Ciudad Lineal | 6  | 4 | 2 | 0 | 2 | 45 | 41 | 4   | 45 | 41 | 4   |
| 7 | Club Natación Premiá        | 5  | 6 | 1 | 2 | 3 | 68 | 74 | -6  | 68 | 74 | -6  |
| 8 | Club Waterpolo Sevilla      | 4  | 7 | 1 | 1 | 5 | 59 | 73 | -14 | 59 | 73 | -14 |
| Fuente: Federación Española de Natación: Clasificación de la Primera División de waterpolo - Grupo A; actualización automática |                             |    |   |   |   |   |    |    |     |    |    |     |

### Grupo B
| 1 | Club Natació Montjuïc                | 16 | 7 | 5 | 1 | 1 | 64 | 55 | 9   | 64 | 55 | 9   |
| 2 | Club Natación Caballa                | 15 | 6 | 5 | 0 | 1 | 69 | 61 | 8   | 69 | 61 | 8   |
| 3 | Club Natació Molins de Rei Sintagmia | 12 | 5 | 4 | 0 | 1 | 59 | 38 | 21  | 59 | 38 | 21  |
| 4 | Club Natación La Latina              | 12 | 6 | 4 | 0 | 2 | 68 | 63 | 5   | 68 | 63 | 5   |
| 5 | Club Natació Poble Nou               | 6  | 7 | 2 | 0 | 5 | 71 | 81 | -10 | 71 | 81 | -10 |
| 6 | Claret Askartza                      | 6  | 7 | 2 | 0 | 5 | 85 | 96 | -11 | 85 | 96 | -11 |
| 7 | Club Deportivo Waterpolo Málaga      | 3  | 5 | 1 | 0 | 4 | 58 | 66 | -8  | 58 | 66 | -8  |
| 8 | Club Waterpolo Castelló              | 1  | 5 | 0 | 1 | 4 | 31 | 45 | -14 | 31 | 45 | -14 |
| Fuente: Federación Española de Natación: Clasificación de la Primera División de waterpolo - Grupo B; actualización automática |                                      |    |   |   |   |   |    |    |     |    |    |     |